# Anders Johan Lexell
Anders Johan Lexell (24 de diciembre de 1740 – 11 de diciembre de 1784) fue un astrónomo y matemático sueco-ruso. En Rusia es más conocido con el nombre de Andréi Ivánovich Léksel (Андрей Иванович Лексель). Con alguna frecuencia, su nombre también es escrito como Anders Johann Lexell o Johann Anders Lexell.

## Biografía

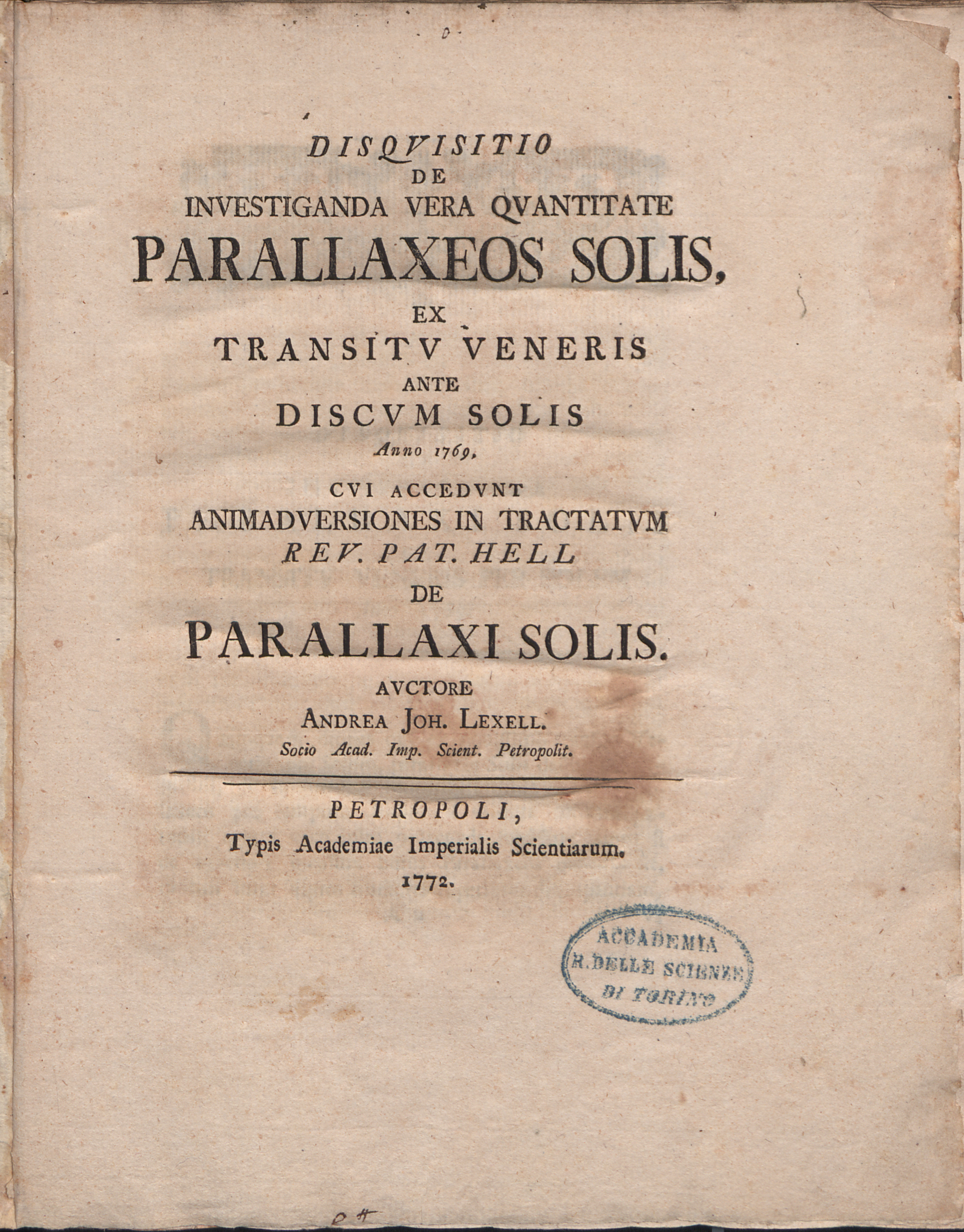
Disquisitio de investiganda vera quantitate

Lexell emigró a Rusia en 1768, donde entre otras cosas, trabó amistad con Leonhard Euler y también con Nicolas Fuss, con quien colaboró en el estudio de los triángulos esféricos.
En lo que concierne a sus aportes científicos, debe citarse que se dedicó al estudio del movimiento de numerosos cometas, y en particular, al cálculo de la órbita del cometa D/1770 L1 (Lexell), que lleva este nombre en su honor (a pesar de que había sido descubierto por Charles Messier). Ese cometa es el que más cerca ha pasado de la Tierra de los que se tiene conocimiento, constituyéndose así en el primer objeto NEO censado; la distancia exacta de ese máximo acercamiento en realidad no es conocida con precisión matemática, pero ha sido estimada en unos tes millones de kilómetros. Lexell demostró que ese cometa había tenido un gran perihelio, hasta que se encontró con el planeta Júpiter en 1767, y también predijo que después de otras dos revoluciones y de un encuentro con Júpiter aún más cercano, sería expulsado del sistema solar interno.
Lexell fue también el primero en calcular la órbita del planeta Urano con posterioridad al descubrimiento de este cuerpo, estableciendo que el mismo tenía más características de planeta que de cometa.

## Eponimia
- El teorema de Lexell relativo a las líneas trigonométricas en los triángulos esféricos,[1][2] que establece el lugar geométrico de los vértices de una serie de triángulos de la misma área y de la misma base sobre en una esfera.
- El cráter lunar Lexell lleva este nombre en su memoria.
- El asteroide (2004) Lexell adoptó este nombre en su honor.